# Carpias serricaudus
Carpias serricaudus is een pissebed uit de familie Janiridae. De wetenschappelijke naam van de soort is voor het eerst geldig gepubliceerd in 1968 door Menzies & Glynn.